# Присяга Президента Абхазии
Присяга Президента Абхазии — церемониальная торжественная клятва, даваемая президентом при вступлении на должность. Присяга президента является основной частью инаугурации президента Абхазии.
В статье 50 Конституции Республики Абхазия говорится, что при вступлении в должность Президент Республики Абхазия приносит в Парламенте Республики Абхазия в присутствии судей Конституционного суда Республики Абхазия присягу, текст которой утверждается Парламентом. Присяга Президента Республики Абхазия произносится на абхазском языке, на тексте Конституции Республики Абхазия.
По традиции Спикер Народного-Собрания Парламента приглашает президента для принятия присяги в зал инаугурации.

## Текст Присяги Президента Республики Абхазия
В 1994 году Парламент Республики Абхазия поручил абхазскому поэту, автору гимна Республики Абхазия Геннадию Аламиа составить текст клятвы президента. Аламиа говорил: «Прежде, чем написать текст, изучил много клятв. С одной стороны хотел, чтобы клятва соответствовала тем клятвам, которые принимают президенты разных стран, с другой — чтобы она была в стиле абхазских клятв»
“Ҭоуба зуеит, сымч-сылша, схы-сыхшыҩ, сыҧсҭазаара зегьы Сыҧсадгьыл, сыуаажәлар рымаҵ аура ишазыскуа, сыжәлар ирымҭаны снапаҿы иҟало амчра ҳҳәынҭқарра Аконституциа, иахьатәи уи амш, уаҵәтәи уи аҧеиҧш рыхьчараз схы ишасырхәо. Жәлар рылахь соуааит иҧшьоу абри ахықәкы сацәхьаҵны саныҟала!”
Перевод: «Клянусь, что приложу все свои силы-возможности, голову-ум и жизнь во имя служения своей Родине и народу, что буду применять данную мне народом власть во имя защиты Конституции нашего государства, его сегодняшнего и завтрашнего дня! Пусть меня настигнет кара народа, если я нарушу эту священную клятву. Господь, прошу дай мне силы для служения своей Родине и народу».
6 декабря 1994 года в здании Президиума Верховного Совета Абхазии в присутствии членов Парламента, Верховного суда, а также представителей религиозных конфессий первый президент Абхазии Владислав Ардзинба принес данную присягу на Конституции.
В 2011 году перед инаугурацией третьего Президента Абхазии Анкваб А. З. из текста присяги исчезло последнее предложение: «Жәлар рылахь соуааит иҧшьоу абри ахақәкы сацәхьаҵны саныҟала» («Пусть меня настигнет кара народа, если я отступлюсь от этого священного долга»).
Текст присяги был изменен по настоянию экс-президента Александра Анкваба. Это изменение вызвало бурное обсуждение в абхазском обществе. Вопрос изменения присяги давно обсуждался в обществе, однако многие оценивали этот факт негативно, как попытку экс-президента Анкваба уйти от ответственности.
В интервью журналистам депутат от оппозиции Даур Аршба сообщил:
“Напомню, что в тот период парламент находился в отпуске. Не все депутаты присутствовали, был нарушен кворум. Решение было принято по одному протоколу тринадцатью депутатами, по другому – шестнадцатью. И в соответствии с протоколом было записано, что это решение принято на «совещании» депутатов. Такого законодательного органа не существует ни по законодательству, ни по регламенту. Я делал официальный комментарий по данному поводу. У меня был разговор и с бывшим спикером парламента (Нугзаром Ашуба). Я предупреждал, что будет мое официальное заявление. На что мне было сказано, что и они могут такое заявление сделать, пожалуйста, будем полемизировать в прессе. Но люди должны знать правду!”
В 2014 году после Политического кризиса в Абхазии, итогом которого стала досрочная отставка президента республики Александра Анкваба, исчезнувшая часть присяги была возвращена решением депутатов парламента. Также решением Парламента присяга была пополнена фразой: «Иа Анцәа Ду, суҳәоит Сыҧсадгьыли сыуаажәлари рымаҵ аураҿы амчи алшареи суҭарц!» (Всевышний Бог, дай мне силы для служения Родине и народу!)

Современный текст присяги президента Абхазии закреплён в статье 7 Закона Республики Абхазия «О президенте Республики Абхазия», принятого в 1999 году и состоит из 48 слов.
“Ҭоуба зуеит, сымч-сылша, схы-сыхшыҩ, сыҧсҭазаара зегьы Сыҧсадгьыл, сыуаажәлар рымаҵ аура ишазыскуа, сыжәлар ирымҭаны снапаҿы иҟало амчра ҳҳәынҭқарра Аконституциа, иахьатәи уи амш, уаҵәтәи уи аҧеиҧш рыхьчараз схы ишасырхәо. Жәлар рылахь соуааит иҧшьоу абри ахықәкы сацәхьаҵны саныҟала!
Иа Анцәа Ду, суҳәоит Сыҧсадгьыли сыуаажәлари рымаҵ аураҿы амчи алшареи суҭарц!”

## Интересное
В статье 64 Конституции Республики Абхазия говорится, что президент может быть отстранен от должности в случае нарушения им присяги, Конституции и законов Республики Абхазия.
Такое решение принимается Парламентом Республики Абхазия на основании заключения Конституционного суда Республики Абхазия большинством в две трети голосов от общего числа депутатов Парламента Республики Абхазия тайным голосованием.
На церемонии инаугурации в 2010 году, избранный повторно президент С. В. Багапш при произнесении клятвы не произнес слово «схы»(«голову»). Присяга Багапша вместо: «Ҭоуба зуеит, сымч-сылша, схы-сыхшыҩ, сыҧсҭазаара зегьы Сыҧсадгьыл, сыуаажәлар рымаҵ аура ишазыскуа…»(«Клянусь, что приложу все свои силы-возможности, голову-ум и жизнь во имя служения своей Родине и народу») звучала так: «Ҭоуба зуеит, сымч-сылша, сыхшыҩ, сыҧсҭазаара зегьы Сыҧсадгьыл, сыуаажәлар рымаҵ аура ишазыскуа…»(«Клянусь, что приложу все свои силы-возможности, ум и жизнь во имя служения своей Родине и народу»).
Текст Присяги Президента в статье 7 закона Республики Абхазия «О президенте Республики Абхазия» на русском языке не соответствует переводу оригинала. «Присягаю всему многонациональному народу Абхазии в том, что приложу свои знания и силы во имя его благополучия, мира и спокойствия. В своей деятельности буду строго следовать требованиям Конституции Республики Абхазия, выступать гарантом ее неукоснительного исполнения органами власти, соблюдения прав и свобод всех граждан республики».
В нём отсутствует упоминание о Боге, внесённое Народным Собранием — Парламентом Республики Абхазия в 2014 году.
Присяга президента В.Г. Ардзинба на тексте Конституции Республики Абхазия, состоявшаяся в 1994 году является первой подобной церемонией на территории стран бывшего СНГ.